# 釜石自動車道
釜石自動車道（日语：／ Kamaishi jidōshadō */?）是從日本岩手縣花卷市花卷系統交流道到岩手縣釜石市釜石系統交流道的高速公路。略稱為釜石道（日语：／ Kamaishidō */?）。
高速公路編號則是與秋田自動車道（北上系統交流道 - 河邊系統交流道間）同為E46。

## 概要
釜石道大略與國道283號（部分與國道107號）並行。國土交通省另將釜石花卷區間的事業名稱命名為釜石花卷道路。本路線的開通除了促進三陸地方與岩手縣 / 日本海側的交流、合作，也提升物流的效率以及支援、緊急運輸道路的可靠性，同時強化地方醫療服務。做為高速自動車國道的東北橫斷自動車道釜石秋田線的起點在釜石市，但第四次全國綜合開發計畫（四全總）通過的路線起點為花卷，因此釜石自動車道的交流道從花卷系統交流道開始編號。花卷系統交流道 - 東和交流道區間開通後，長時間處為盲腸線 / 飛地通車的狀態。不過在東日本大震災「復興支援道路」的規畫下，2019年（平成31年）3月9日全線通車。
在國土開發幹線自動車道的路線名稱上，本線屬於東北橫斷自動車道釜石秋田線的一部分。道路法等的正式路線名為東北橫斷自動車道釜石秋田線與一般國道283號。

## 交流道
- 全線都位於岩手縣內。
- 該線沒有設置加油站的服務區、停車區（日语：パーキングエリア）。
- IC為交流道的簡寫，JCT為公路分岔點（日语：ジャンクション (道路)）的簡寫，TB為公路收費站的簡寫。
- 交流道（IC）編號欄的背景色為■顯示該部分道路已經啟用。設施名欄的背景色為■顯示該部分設施尚未啟用。未開通路段的IC/JCT名稱皆為臨時名稱（宮古北IC、田老南IC除外）。
- 巴士站（BS），○/●為使用中，◆為停用中設施。無標示者為未設置巴士站。

- 東和IC－遠野IC：新直轄方式（日语：新直轄方式）路段
- 遠野IC－遠野住田IC：一般國道283號（日语：国道283号） 遠野道路
- 遠野住田IC－釜石仙人峠IC：一般國道283號（日语：国道283号）仙人峠道路
- 釜石仙人峠IC－釜石JCT：一般國道283號（日语：国道283号） 釜石道路

| 38-2 | 花卷JCT            |            |                  | E4 東北自動車道              | 0.0  |  |                               | 花卷市 |
| 1    | 花卷機場IC         |            |                  | 岩手縣道296號花卷機場Inter線 | 3.7  |  |                               | 花卷市 |
| -    | 花卷機場公路收費站 |            |                  |                              | 4.8  |  | 公路收費站                    | 花卷市 |
| 2    | 東和IC             |            |                  | 岩手縣道39號北上東和線       | 11.4 |  | 新直轄方式路段 （東和－遠野） | 花卷市 |
| 3    | 江刺田瀨IC         |            |                  | 國道107號                    | 23.0 |  | 新直轄方式路段 （東和－遠野） | 奧州市 |
| 4    | 宮守IC             |            |                  | 國道107號                    | 35.1 |  | 新直轄方式路段 （東和－遠野） | 遠野市 |
| 5    | 遠野IC             |            |                  | 岩手縣道238號遠野住田線      | 44.1 |  | 新直轄方式路段 （東和－遠野） | 遠野市 |
| 5    | 遠野IC             | 遠野道路   |                  | 岩手縣道238號遠野住田線      | 44.1 |  |                               | 遠野市 |
| 6    | 遠野住田IC         |            |                  | 國道283號上鄉道路            | 55.1 |  |                               | 遠野市 |
| 6    | 遠野住田IC         | 仙人峠道路 |                  | 國道283號上鄉道路            | 55.1 |  |                               | 遠野市 |
| 7    | 瀧觀洞IC           |            |                  | 岩手縣道167號釜石住田線      | 64.6 |  | 氣仙郡 住田町                 |        |
| 8    | 釜石仙人峠IC       |            |                  | 國道283號（現道）            | 73.5 |  | 釜石市                        |        |
| 8    | 釜石仙人峠IC       | 釜石道路   |                  | 國道283號（現道）            | 73.5 |  | 釜石市                        |        |
| -    | 救急車緊急退出路   |            | 岩手縣立釜石醫院 |                              |      |  | 釜石市                        |        |
| 40   | 釜石JCT            |            |                  | E45 三陸沿岸道路             | 79.5 |  | 釜石市                        |        |

- 花卷系統交流道的里程牌是從0.6KP開始。
- 釜石系統交流道的里程牌是77.7KP。

## 歷史

### 路線選定

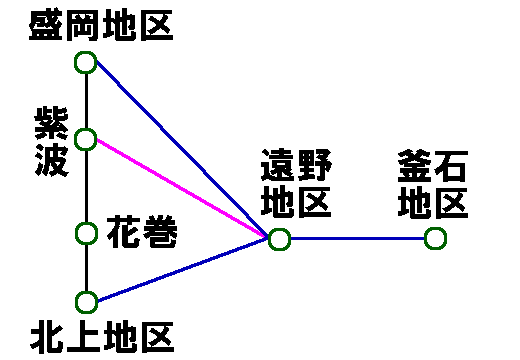
藍線是岩手縣當時研究路線
紫線是一條化路線 縱線是東北道

國家在第九次道路整備五年計畫中，提出要將當時7,600公里的全國幹線道路再新增2,400公里的「一萬公里構想」，岩手縣對此也規劃了多條路線。其中一條北東北橫斷自動車道（現在的釜石道）是規劃由連結釜石 - 遠野 - 盛岡的縣央路線與從遠野分岐至北上的縣南路線組成的「Y字型」（右圖）。然而全國提出的路線過多，競爭激烈，因此決定將路線簡化為單一路線。
單一路線依照東北道連接點可分為「盛岡側」「花卷地區」「北上地區」三大方案，縣方依據東北自動車道北上江釣子交流道等進入的車輛有半數是前往縣內其他交流道，以及釜石、氣仙廣域圈有三分之二的汽車貨物是往來盛岡廣域圈，並預測未來仍會與盛岡圈密切交流，因此決並將連接點設於盛岡側的紫波町（通稱：紫波路線）。遠野、北上之間則改為將並行的國道107號與國道283號高規格化。
然而，此舉引起支持北上路線的縣南地域強烈反彈。當時岩手2區（相當於縣在小選舉區的3區、4區）執政黨議員也表示「屬於國家層級的問題卻沒有來自縣方的諮詢或聽取意見的機會」（小澤一郎）、「不認為有考慮到縣南地區居民」（志賀節）、「跳過應有程序的決定是否有反映了縣民的意見」（椎名素夫），表達強烈反對。在這情況下，縣議會也通過了相當於紫波路線的「盛岡圈路線」請願書，形式上統一了縣方意見，但縣南地域的反彈仍未停止。之後，對於該路線的廣域性與建設費有所疑慮的建設省（現在的國土交通省）表示將參考縣的意見另提路線，然而縣內仍處於分裂狀態。最後，紫波路線方案遭到建設省駁回，並表示「雖然是討論紫波、北上兩路線方案後所得出的請願書，但無法負責任地推動」「由於仍有路線選定問題，提出一個未經調整的請願書非常不合理」 。之後，前述三名加上玉澤德一郎、工藤巖等五名議員向建設省提出意見書表示「紫波路線未能反映縣民的意見」。
建設省則表示「不僅要考慮岩手縣，還要考慮與秋田縣的關係。」「因為已有一條縱線（東北道），不必一定要橫向（秋田道）連結」「從國家的角度必須考慮新幹線、道路、機場的整體效果」等意見，推薦花卷路線。最後，某種程度上與岩手縣取得共識的花卷北部連接方案獲得四全總通過，之後升格為國幹道。與北上路線相比，釜石 / 氣仙廣域圈與南東北 / 首都圈之間的移動相對不便，但會由四全總通過的三陸縱貫自動車道補足。

### 年表
- 2002年11月7日：花卷系統交流道～東和交流道間（11.4 公里）通車[23]。
- 2005年10月1日：隨著日本道路公團民營化，由東日本高速道路株式會社繼承。
- 2007年3月18日：遠野住田交流道～釜石西交流道間（18.4 公里）通車[24]。
- 2007年6月1日：東和收費站廢除，移設花卷機場主線收費站[25]。
- 2008年3月16日：瀧觀洞交流道啟用[26]。
- 2010年2月2日：花卷系統交流道～東和交流道間被指定為高速公路免費化社會實驗的對象區間。
- 2011年11月21日：2011年第3次補正預算成立，遠野交流道～遠野住田交流道間、釜石西交流道～釜石系統交流道間新規事業化[3]。
- 2012年10月15日：遠野住田交流道～釜石西交流道間 速限由60 km/h提升至70 km/h[27]。
- 2012年11月25日：東和交流道 ～- 宮守交流道間（23.7 公里）通車[28]。
- 2015年12月5日：宮守交流道～遠野交流道間（9.0 公里）通車[29]。
- 2019年（平成31年）
  - 3月3日：遠野交流道 - 遠野住田交流道（11.0 公里）通車[30][31]。
  - 3月9日：釜石系統交流道 - 釜石仙人峠交流道（6.0 公里）通車[32][33]。全線通車。

## 路線狀況

### 車道、速限與收費
| 區間                              | 車道 上下線=上行線+下行線 | 速限    | 通行費 |
| --------------------------------- | ------------------------- | ------- | ------ |
| 花卷系統交流道 - 東和交流道       | 2=1+1 （暫定2車線）       | 70km/h  | 收費   |
| 東和交流道 - 宮守交流道           | 2=1+1 （暫定2車線）       | 70km/h  | 免費   |
| 宮守交流道 - 遠野住田交流道       | 2=1+1 （暫定2車線）       | 80km/h  | 免費   |
| 遠野住田交流道 - 釜石仙人峠交流道 | 2=1+1 （暫定2車線）       | 70km/h  | 免費   |
| 釜石仙人峠交流道 - 釜石系統交流道 | 2=1+1 （暫定2車線）       | 80 km/h | 免費   |

宮守交流道 - 遠野住田交流道、釜石仙人峠交流道 - 釜石系統交流道有中央分離帶，因此速限提升到80 km/h。

### 主要橋樑與隧道
- 秋丸隧道（遠野住田交流道 - 瀧觀洞交流道）: 1,130公尺 [34]
- 瀧觀洞隧道（遠野住田交流道 - 瀧觀洞交流道）: 2,996公尺 [34]
- 新仙人隧道（瀧觀洞交流道 - 釜石西交流道）: 4,492公尺 [34]

### 交通量
24小時交通量（台）　道路交通調查
| 區間                              | 平成17（2005）年度 | 平成22（2010）年度 | 平成27（2015）年度 |
| --------------------------------- | ------------------ | ------------------ | ------------------ |
| 花卷系統交流道 - 花卷機場交流道   | 1,331              | 2,259              | 4,354              |
| 花卷機場交流道 - 東和交流道       | 896                | 1,870              | 3,292              |
| 東和交流道 - 江刺田瀨交流道       | 調査當時尚未通車   | 調査當時尚未通車   | 5,201              |
| 江刺田瀨交流道 - 宮守交流道       | 調査當時尚未通車   | 調査當時尚未通車   | 9,234              |
| 宮守交流道 - 遠野交流道           | 調査當時尚未通車   | 調査當時尚未通車   | 調査當時尚未通車   |
| 遠野交流道 - 遠野住田交流道       | 調査當時尚未通車   | 調査當時尚未通車   | 調査當時尚未通車   |
| 遠野住田交流道 - 瀧觀洞交流道     | 調査當時尚未通車   | 5,556              | 7,396              |
| 瀧觀洞交流道 - 釜石西交流道       | 調査當時尚未通車   | 5,556              | 6,649              |
| 釜石仙人峠交流道 - 釜石系統交流道 | 調査当時未開通     | 調査当時未開通     | 調査当時未開通     |

（來源：「平成22年度道路交通センサス （页面存档备份，存于）」・「平成27年度全国道路・街路交通情勢調査 （页面存档备份，存于）」（國土交通省網頁））
- 平成22年度調査期間的全線進行高速道路免費化社會實驗。

- 令和2年度預定實施的交通量調査因嚴重特殊傳染性肺炎的影響而延期[35]。

### 道路管理者
- 東日本高速道路株式會社 東北支社（日语：東日本高速道路東北支社）
  - 北上管理事務所：花卷系統交流道 - 東和交流道
- 國土交通省 東北地方整備局
  - 南三陸沿岸國道事務所 花卷維持出張所：東和交流道 - 釜石系統交流道[36]

## 地理

### 通過自治體
- 岩手縣
  - 花卷市 - 奧州市 - 遠野市 - 氣仙郡住田町 - 釜石市

### 連接高速公路
- E4 東北自動車道（於花卷系統交流道連接）
- E45 三陸沿岸道路（於釜石系統交流道連接）

## 來源
1. ↑  東北横断自動車道釜石秋田線（釜石〜花巻）に係る新規事業採択時評価 （页面存档备份，存于） - 国土交通省東北地方整備局道路部
2. ↑  . 国土交通省.   [2017年2月26日]. （原始内容存档于2017年2月27日）.
3. 1 2  . 東北地方整備局道路部.   [2015-08-31]. （原始内容存档于2022-06-25）.
4. ↑  . 岩手県. 2015-01-06  [2015-05-16]. （原始内容存档于2015-09-24）.
5. ↑  『県、横断道ルート見直し 「Y字」改め単線化 県議会で知事表明「かさむ建設費考慮」』 - 岩手日報1986年3月1日朝刊 1面
6. ↑  『紫波起点に遠野 - 釜石 北東北横断道県がルート決定 盛岡との連結機能重視』 - 岩手日報1986年11月29日朝刊 1面
7. ↑  『[北東北横断ルート決定] 合意形成が課題 念頭に住田インター構想』 - 岩手日報1986年11月29日朝刊 4面
8. ↑  『ルート決定 明暗分岐 [北上派]「政治路線」と憤り [紫波派]「念願貫通」に沸く』 - 岩手日報1986年11月29日朝刊 4面
9. ↑  『「県民の意思を反映せず」二区の自民代議士三氏 反対の意向を表明』 - 岩手日報1986年11月29日朝刊 1面
10. ↑  『県議会「紫波で一本化」 常任委で請願採択 「北上」は不採択』 - 岩手日報1986年12月16日朝刊 1面
11. ↑  『建設省 「紫波ルートは疑問」 北東北横断道 県決定参考に独自調査 広域性、建設費に難点』 - 岩手日報1986年12月16日朝刊 1面
12. ↑  『横断道ルートの決定 「行き届かない点も」 県が陳謝』 - 岩手日報1986年12月16日朝刊 2面
13. ↑  『北東北横断道 県内世論は分裂状態 「県側」の県南説得失敗 商工団体の反発緩まず』 - 岩手日報1986年12月16日朝刊 15面
14. 1 2  『県の統一要望「紫波ルート」 建設省 受理せず 「合意形成が不十分」』 - 岩手日報1986年12月30日朝刊 1面
15. ↑  『「紫波ルート」以外の案求める 建設省』 - 岩手日報1986年12月30日朝刊 1面
16. ↑  『横断道紫波ルート 県民の総意反映していない 国会議員五氏が意見書』 - 岩手日報1987年2月18日朝刊 1面
17. ↑  『花巻ルートの可能性示唆 横断道で建設省の道路局長 国家的見地で決定 「紫波」「北上」綱引きに困惑』 - 岩手日報1987年2月18日朝刊 2面
18. ↑  『花巻ルートに賛否両論 小沢、沢藤衆院議員』 - 岩手日報1987年5月29日朝刊 3面
19. ↑  『「多極分散」投資1000兆円 国土庁四全総試案を提出 高規格道 新規に49路線』 - 岩手日報1987年5月29日朝刊 1面
20. ↑  『四全総にみる「岩手像」』 - 岩手日報1987年5月29日朝刊 3面社説
21. ↑  『北東北横断道 国幹道に昇格 総延長拡大で実現 建設省 残る2路線は見送り』 - 岩手日報1987年7月8日朝刊 1面
22. ↑  『四全総 宮古まで三陸自動車道 沿岸に新しい夜明け 夢膨らむ沿線住民 観光、産業の飛躍約束』 - 岩手日報1987年5月29日朝刊 19面
23. ↑  『東和 - 花巻間が開通 東北横断自動車道釜石花巻線 太平洋側に向け初』 - 岩手日報2002年11月7日夕刊 1面
24. ↑  . 三陸国道事務所・岩手県県土整備部. 2007-02-02  [2015-08-31]. （原始内容存档于2016-03-05）.
25. ↑  『花巻空港本線料金所を新設 自動車道・あすから』 - 岩手日報2007年5月31日朝刊 23面
26. ↑  . 三陸国道事務所. 2008-03-11  [2015-08-31]. （原始内容存档于2016-03-05）.
27. ↑   (PDF). 岩手県警察本部・三陸国道事務所: 1. 2012-10-10  [2015-08-31]. （原始内容存档 (PDF)于2013-02-01）.
28. ↑  東北横断自動車道釜石秋田線の宮守〜東和間が平成24年11月25日(日)に開通しますPDF（1366 KiB）. 岩手河川国道事務所 p 1. (2012年10月29日). 2015年8月31日閲覧。
29. ↑   (PDF). 国土交通省東北地方整備局 岩手河川国道事務所. 2015-10-14  [2015-10-14]. （原始内容存档 (PDF)于2015-12-08）.
30. ↑   (PDF). 国土交通省東北地方整備局 岩手河川国道事務所. 2019-01-31  [2019-01-31]. （原始内容 (PDF)存档于2022-06-07）.
31. ↑   (PDF). 国土交通省東北地方整備局 岩手河川国道事務所. 2019-02-07  [2019-03-03]. （原始内容 (PDF)存档于2022-06-07）.
32. ↑   (PDF). 国土交通省東北地方整備局 南三陸国道事務所. 2019-02-08  [2019-02-08]. （原始内容 (PDF)存档于2021-11-06）.
33. ↑   (PDF) (新闻稿). 国土交通省東北地方整備局. 2015-05-15  [2015-05-16]. （原始内容 (PDF)存档于2021-11-06）.
34. 1 2 3  . 三陸国道事務所 釜石維持出張所.   [2015-08-31]. （原始内容存档于2015-09-04）.
35. ↑   (PDF). 国土交通省 道路局. 2020-10-14  [2021-05-09]. （原始内容 (PDF)存档于2022-03-27）.
36. ↑  . 国土交通省三陸国道事務所. 2021-03-30  [2021-03-30]. （原始内容存档于2021-11-26）.

## 關連項目
- 日本高速公路列表
- 東北地方道路列表
- 釜石線

## 外部連結
- 東日本高速道路株式會社 （页面存档备份，存于）：管轄花卷系統交流道 - 東和交流道區間
- 國土交通省 東北地方整備局 （页面存档备份，存于）
  - 國土交通省 東北地方整備局 南三陸沿岸國道事務所 （页面存档备份，存于）：管轄東和交流道 - 釜石系統交流道區間